# Roman Vishniac

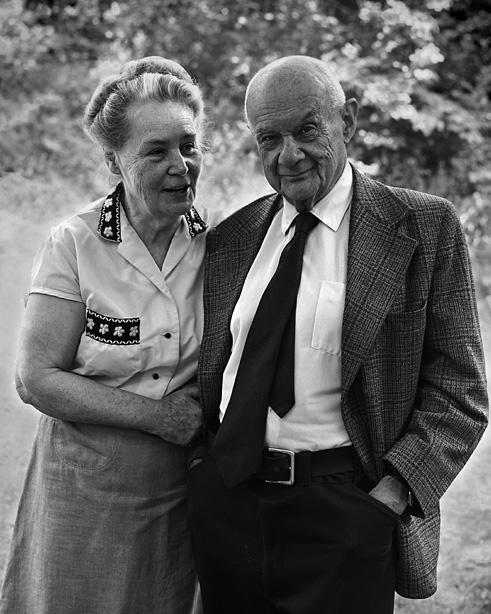
Roman a Edita Vishniacovi, 1977

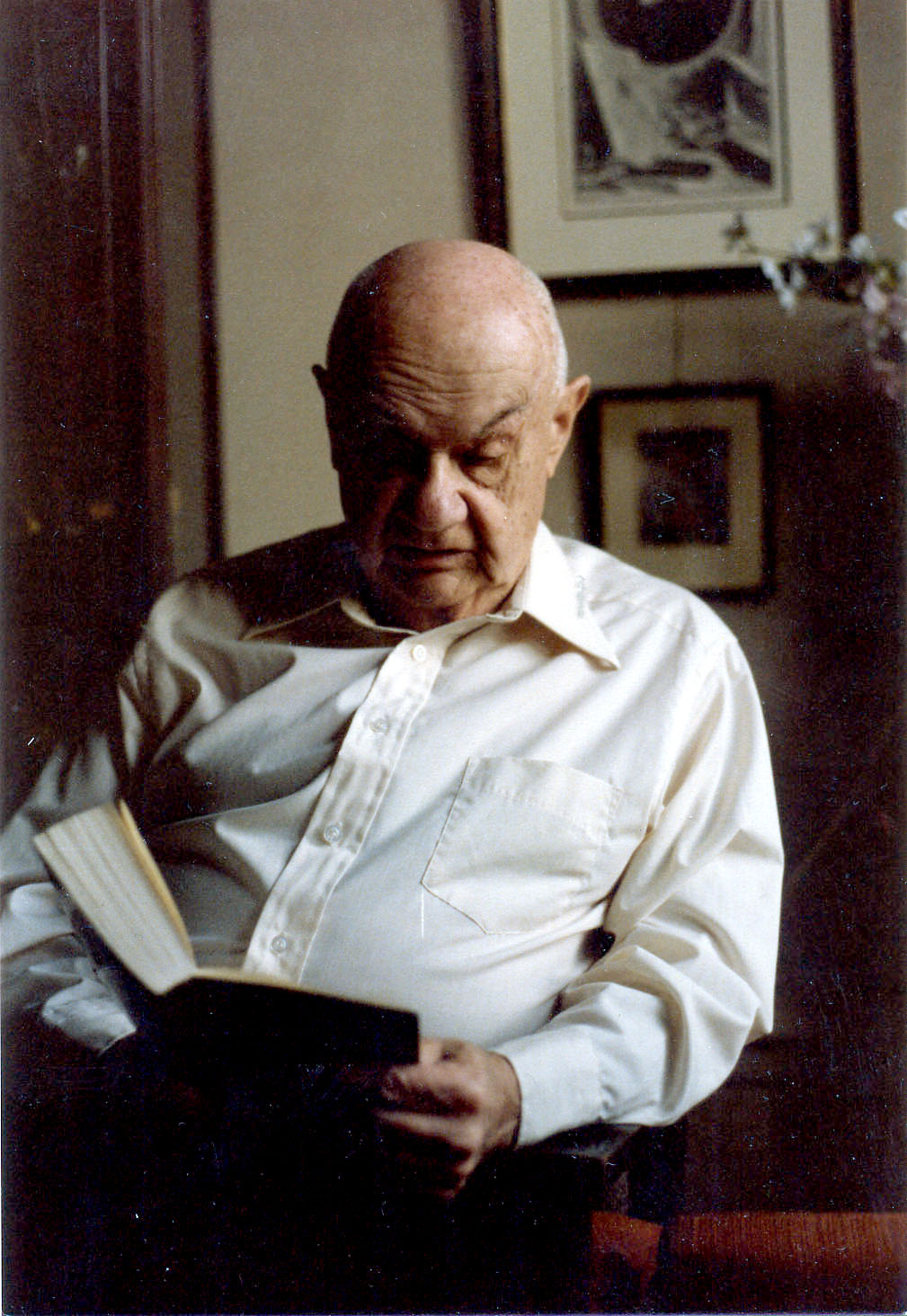
Roman Vishniac v roce 1981

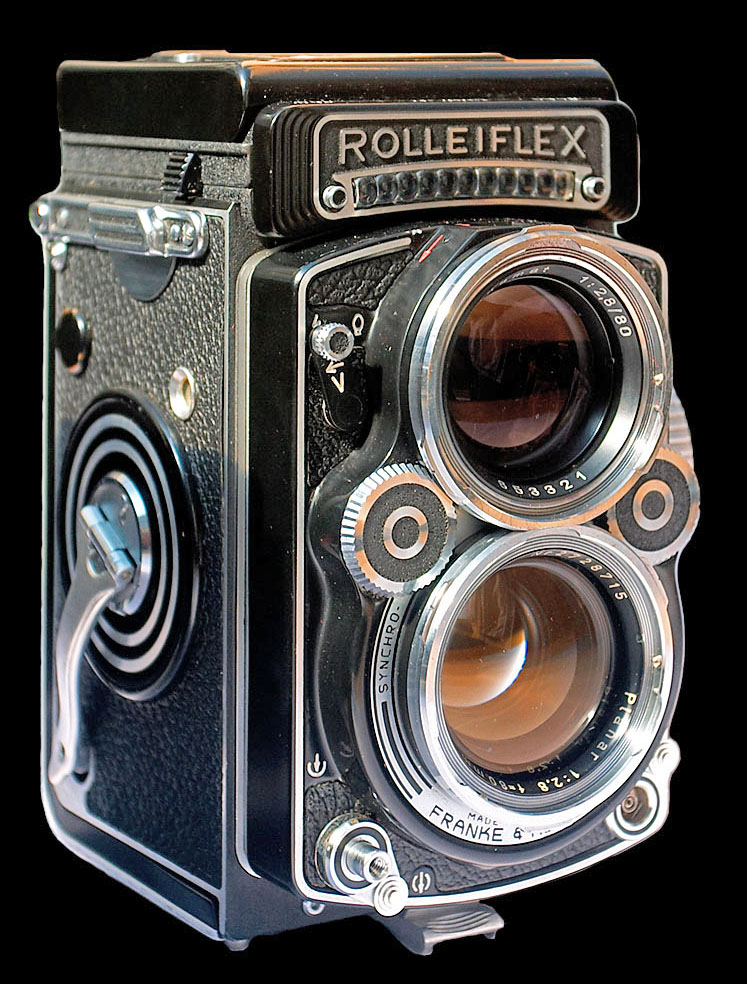
Pozdější model fotoaparátu Rolleiflex, který Vishniac používal ve východní Evropě

Roman Vishniac (rusky Рома́н Соломонович Вишня́к – Roman Solomonovič Višňak; 19. srpna 1897 Pavlovsk, Rusko – 22. ledna 1990 New York, USA) byl rusko‑americký fotograf známý svými obrazy kultury Židů ve střední a východní Evropě a holokaustu. Byl všestranný fotograf, zkušený biolog, učitel, sběratel a učitel dějin umění. Učinil významný vědecký přínos v mikrofotografii a technice časosběrné fotografie, kterým se věnoval po celý život. Zajímal se o historii, měl silné spojení se svými židovskými kořeny a byl sionistou.
Fotografoval život na židovských místech před válkou, portrétoval známé osobnosti a pořizoval snímky týkající se mikrobiologie. Známá je jeho kniha Ztracený svět vydaná v roce 1983, která se stala jednou z prvních obrazových dokumentací židovské kultury východní Evropy. V jeho práci se projevuje humanismus, respekt a pietní přístup ke světu. Kompletní archiv jeho práce je uložen v Mezinárodním centru fotografie (International Center of Photography).

## Život a dílo
Narodil se v zemi svých prarodičů ve městě Pavlovsk poblíž Petrohradu a vyrůstal v Moskvě. Jeho otec Solomon Vishniac byl bohatý výrobce deštníků a jeho matka Manja byla dcerou zámožného kupce diamantů (Roman Vishniac měl ještě sestru Katju). Letní měsíce Vishniac komentoval: „V Moskvě to bylo pro moji rodinu nepříjemné, byli jsme nuceni trávit léto na chatě, pár kilometrů od města.“
Jako dítě se zajímal o biologii a fotografování – jeho pokoj byl plný rostlin, hmyzu, ryb a malých zvířat. Ve svých sedmi letech dostal k narozeninám od své babičky mikroskop, ke kterému brzo připevnil fotoaparát – tím fotografoval například svaly na nohou švába se 150násobným zvětšením. Mladý Vishniac používal tento mikroskop často: fotografoval vše, co mohl najít: mrtvý hmyz, pyl i prvoky.
Do svých deseti let se učil doma, od deseti do sedmnácti let navštěvoval soukromou školu, kde získal zlatou medaili a stipendium. Od roku 1914 strávil šest let v Šanjavském ústavu (nyní Moskevská národní univerzita A. L. Šanjavského) v Moskvě. V ústavu získal doktorát v oboru zoologie a stal se docentem v oboru biologie. Jako postgraduální student pracoval s prestižním biologem Nikolajem Kolcovem a experimentoval s metamorfózou axolotla mexického. I když jeho pokusy byly úspěšné, nemohl svou vědeckou práci s podrobnými závěry v Rusku publikovat kvůli chaosu v důsledku Ruské revoluce v roce 1917. Přesto ještě pokračoval tři roky ve studiu medicíny.

### Berlín
V roce 1918 se celá rodina přestěhovala do Berlína kvůli antisemitismu, způsobenému třetí ruskou revolucí. Krátce po příjezdu se oženil s Lute Baggovou, se kterou měli dvě děti, Marii a Wolfa. Roman Vishniac rodinu včetně svých rodičů velmi podporoval, pracoval v několika zaměstnáních. Ve svém volném čase studoval východní umění na berlínské Humboldtově univerzitě. Zkoumal endokrinologii a optiku a také fotografoval. V Berlíně často přednášel o naturalismu.
Ve 30. letech v důsledku rostoucího antisemitismu v Německu cestoval po východní Evropě, kde fotografoval kulturu chudých Židů v horských vesnicích a městských obcích. Za přibližně čtyři roky pořídil tisíce fotografií dokumentující osobní životy lidí, kteří jej zvali do svého domu a současně podporovali jeho rodinu v Berlíně. V roce 1939 se jeho manželka a děti přestěhovaly do Švédska, aby zůstaly s rodiči Luty daleko od německých nepřátel. V létě se Lute setkala s rodiči v Nice.
Vishniac se vrátil do Paříže na konci léta 1940, kde ho zatkla vichistická policie a internovala ho v táboře Camp du Ruchard ve francouzském Clichy. Vishniac byl občanem Lotyšska, které bylo v té době včleněno do SSSR, a byl tak považován za člověka „bez státní příslušnosti“. Po třech měsících úsilí jeho manželky a za pomoci Amerického židovského spojeného distribučního výboru získal vízum, které mu umožnilo dostat se se svou rodinou přes Lisabon do USA. Jeho otec zůstal a strávil válku ve Francii, jeho matka zemřela na rakovinu v roce 1941 v Nice.

### New York
Vishniacova rodina uprchla přes Lisabon do New Yorku, kam přišla v roce 1940. Vishniac se snažil několik dní najít práci, ale nedařilo se mu to: „Byl to pro mě čas odtržení a strachu“. Hovořil mnoha jazyky, ovládal němčinu, ruštinu a jidiš, ale nemluvil anglicky, což mu působilo potíže. Podařilo se mu udělat několik portrétů převážně pro zahraniční klientelu. V této době, v roce 1942, pořídil jeden ze svých nejznámějších portrétů – Alberta Einsteina. Přišel k Einsteinově domu v Princetonu v New Jersey, vstoupil do jeho kanceláře a vyfotografoval Einsteina, který byl zaneprázdněn prací. Einstein později označil tuto fotografii jako svou oblíbenou.
V roce 1946 se s Lutou rozvedli a o rok později se oženil s Editou Ernstovou. O několik let později opustil fotografické portréty a pokračoval v nezávislé práci v oblasti mikrofotografie.
Ve Spojených státech se Roman Vishniac zoufale snažil získat sympatie pro chudé Židy z východní Evropy. Když vystavoval své práce v roce 1943 na Kolumbijské univerzitě, napsal dopis Eleanor Rooseveltové, pozval ji na výstavu, avšak tehdejší první dáma nepřišla. Několik fotografií poslal také prezidentu Rooseveltovi, který mu za ně poděkoval.
V porovnání s 16 000 fotografiemi pořízenými ve východní Evropě nasnímal v Americe pouze 2 000 fotografií. Většinu z těchto negativů Vishniac s rodinou pečlivě skrývali.

### Pozdní život
I když byl starší, byl velmi aktivní. V roce 1957 byl jmenován výzkumným pracovníkem na Albert Einstein College, kde učil medicínu a v roce 1961 získal titul „profesora biologie“. V sedmdesátých a osmdesátých letech pracoval v Institutu Pratt. V této době žili se svou ženou Editou na západní straně Manhattanu.
Během svého života byl Vishniac tvůrcem mnoha filmů a dokumentů, z nichž nejznámější byl Living Biology (Živá biologie). Skládá se ze sedmi filmů s tématy: buněčné biologie, embryologie, orgánových systémů, evoluce, genetiky, ekologie, botaniky, volně žijících živočichů a světa mikroorganismů. Film byl financován grantem nadace National Science Foundation.
Roman Vishniac získal čestný doktorát univerzit Rhode Island, Columbia College of Art a California College of the Arts. Zemřel 22. ledna 1990 na zhoubný nádor tlustého střeva.

## Fotografické dílo

### Střední a východní Evropa

#### 1935–1939
Vishniac je známý především svými dramatickými snímky ze života chudých Židů ve východoevropských městech. Nejprve byl pověřen, aby tyto fotografie zhotovil pro úřad American Jewish Joint Distribution Committee, ale sám měl o tuto práci osobní zájem. Cestoval tam a zpět z Berlína do slumů v Rusku, Polsku, Rumunsku, Československu a Litvě.
Zatímco cestoval po Evropě, vydával se za obchodníka s textilem. Při svých cestách po východní Evropě (1935–1939) byl často za své fotografie zatýkán policií, a někdy i obviněn ze špionáže.
Později, když svá díla publikoval, měly tyto fotografie vliv na jeho popularitu, vystavoval na samostatných výstavách na Kolumbijské univerzitě, v Židovském muzeu v Praze, International Center of Photography a dalších podobných institucích.
Vishniac tvrdí, že v tomto období pořídil asi 16 000 fotografií, nicméně pravdivost těchto faktů je sporná. Aby došel až do malých vesnic v horách, musel by po strmých silnicích nosit na zádech těžké příslušenství (fotoaparáty Leica, Rolleiflex, videokamery, stativy, atd.), které podle něj dosahovalo celkové váhy 52 kg. V roce 1983 se výrazně podílel na knížce Ztracený svět, ve které publikoval fotografie z východní Evropy. Vishniac nasnímal tisíce chudých Židů, „… aby se zachoval v obrazech svět, který může brzy přestat existovat.“
Při pořizování záběrů uvnitř budov, při kterých používal fotoaparát Leica, se potýkal s nedostatkem světla. Někdy s sebou nosil petrolejovou lampu, s jejíž pomocí scénu dosvětloval a při fotografování se opíral zády o stěnu a zadržoval dech. Tímto způsobem minimalizoval pohybovou neostrost na svých snímcích. Fotoaparát Rolleiflex používal převážně pro venkovní scény.
Roman Vishniac chtěl nejen uchovat vzpomínky na Židy, ale také aktivně bojoval na zvýšení západního povědomí o zhoršující se situaci ve východní Evropě, dokonce „se pomocí svých fotografií snažil upozornit zbytek světa na hrůzy nacistické perzekuce“. Například na konci roku 1938 se vplížil do internačního tábora ve Zbąszyni poblíž Německo‑polských hranic, kde Židé čekali na deportaci do Polska. Po dvou dnech fotografování „špinavých baráků“, jak situaci později popsal, unikl v noci z tábora skokem z druhého patra a odplížil se pryč. Pořízené fotografie pak použil pro Společnost národů jako důkaz existence takovýchto táborů.
Po smrti Romana Vishniaca byly objeveny další fotografie a prezentovány na výstavě v Berlíně. Na konci některých ruliček fotografického filmu byly nalezeny snímky, které pořizoval a používal ve svých vědeckých výzkumech.

#### Styl
Vishniacovy fotografie ze 30. let jsou komponované ve velmi odlišném stylu, ale všechny se zaměřují na dosažení stejné myšlenky: zachytit jedinečnou kulturu židovských ghett ve východní Evropě, především jejich náboženství a chudobu. Jeho publikované fotografie se z velké části soustředí na portréty lidí, většinou v malých skupinách a věnujících se svému každodennímu životu: velmi často studují (obecně náboženské texty), jdou (mnohdy v drsném počasí) nebo prostě sedí a koukají. Scény jsou dramatické. „Na některé ze zachycených tváří se sotva objeví náznak úsměvu, podezřívavé oči se na nás dívají zpoza starých okenních křídel, nebo patří podomnímu obchodníkovi, dětem z přeplněných školních učeben nebo lidem na pustých nárožích…“ Gene Thornton píšící pro The New York Times, to pojmenoval jako „… temnota s chudobou a šedé světlo evropské zimy“.
Snímky jsou černobílé, pořízené v dostupném světle nebo osvětlené lucernou, přesto jsou „překvapivě ostré jako břitva s velkou hloubkou ostrosti“. „Jsou to klasické zrnité snímky typické Vishniacovým realistickým stylem, můžeme se téměř prstem dotknout hrubé textury kabátu a šály, oděvy lidí se více podobají kůře stromů, než dobře vyžehlenému vlněnému obleku elegána.“ Vishniac byl známý tím, že při popisech fotografií přeháněl, a někdy si příběhy k nim dokonce vymýšlel.

#### Inspirace

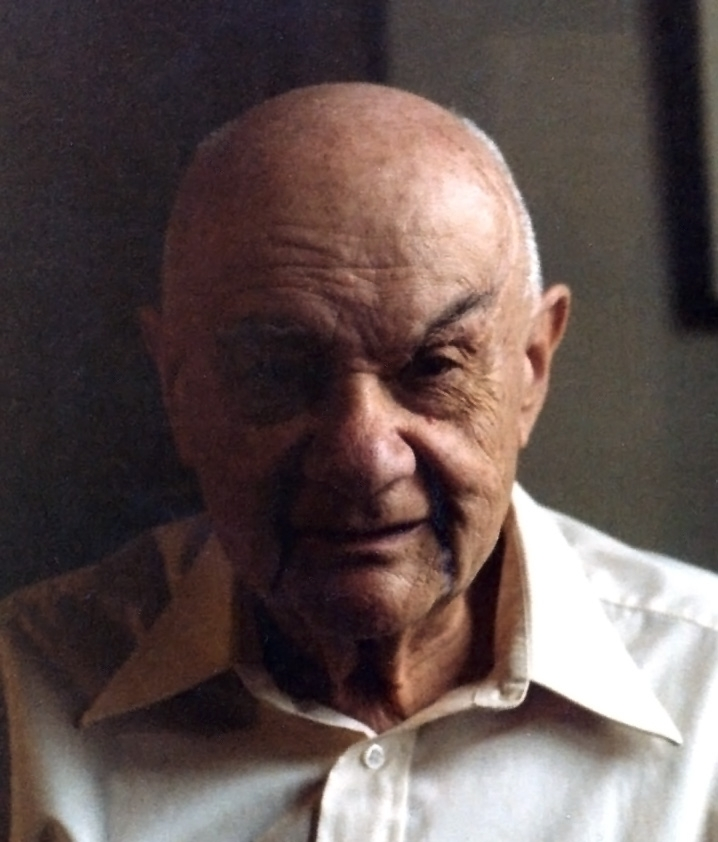
Roman Vishniac, 1981

Vishniacovy fotografie z tohoto období jsou ve sbírkách řady galerií a stálých expozic mnoha muzeí. Edward Steichen označil jeho snímky z období před holokaustem jako „nejlepší dokumentární fotografie doby a místa“. Nicméně, také se objevila kritika Vishniacových prací například za nedostatek rozmanitosti a objektivity jeho snímků z východní Evropy a také za špatnou kvalitu kompozice. Argumentem bylo, že kromě nemajetných Židů v ghettech měl také fotografovat Židy bohatší. Thornton kritizoval jeho fotografie za neprofesionální kvalitu s odvoláním na „chyby v zaostření a nedostatky v kompozici, jako například nevysvětlená třetí noha a chodidlo vyčnívající z dlouhého pláště spěchajícího vzdělance.“
Vishniacovy fotografie měly velký vliv na literaturu o holokaustu a ilustrují řadu tematických publikací o židovských ghetech. Například dramatický snímek The Only Flowers of her Youth inspiroval Miriam Nerloveovou k napsání románu, který se zakládal na příběhu zobrazené dívky.
Za své dílo Roman Vishniac obdržel v roce 1956 ocenění Memorial Award od společnosti American Society of Magazine Photographers. V roce 1984 vyhrál také v kategorii vizuální umění na shromáždění Židovské knižní rady; snímek The Only Flowers of her Youth byl v roce 1952 na Singapurské mezinárodní fotografické výstavě v Lucernu označen za „nejpůsobivější“; a získal ocenění Grand Prize v kategorii Umění ve fotografii, New York Coliseum.

### Mikrofotografie a biologie
Kromě momentní fotografie, která jej nejvíce proslavila, se Vishniac věnoval také oblasti mikrofotografie (zvláště interferenční mikroskopii a filmové mikrofotografii). Se zaměřením na fotografování živého hmyzu měl talent na pořizování snímků pohybujících se vzorků v „ten správný okamžik“, podobně jako Philippe Halsman, bývalý prezident sdružení American Society of Magazine Photographers. Ohledně Vishniacovy dovednosti v mikroskopii Halsman prohlásil, že má „zvláštní druh geniality“. Pracoval s mnoha různými druhy vzorků od prvoků, přes světlušky až po aminokyseliny. Vishniacova práce v mikroskopii byla v tomto oboru velmi oceňována. Během tří po sobě jdoucích let od roku 1952, vyhrál ocenění Best-of-the-Show biologické fotografické asociace Biological Photographic Association v New Yorku.
Jedním z nejznámějších úspěchů Romana Vishniaca v oblasti mikrofotografie jsou jeho revoluční fotografie pořizované zvnitřku oka mouchy domácí zpoza 4 600 malých a složitě uspořádaných ommatidii. Některé snímky, například cirkulující krev na tváři křečka, pořizoval na lékařské fakultě Boston University. Vishniac vymyslel nové metody pro relativně snadné pořizování barevné mikrofotografie. Jeho metoda barvení (vyvinutá v 60. letech a na počátku 70. let) používala polarizované světlo pronikající do určitých míst buněčné struktury a výrazně zlepšovala detaily.
V oblasti biologie se Vishniac specializoval na mořskou mikrobiologii, fyziologii nálevníků, oběhový systém jednobuněčných rostlin a endokrinologií (na které pracoval především v Berlíně) a metamorfózu. Přes jeho úspěchy v této oblasti byla většina jeho práce v oboru biologie vzhledem k fotografii sekundární: Vishniac studoval anatomii organismů především kvůli kvalitnější fotografii. Kromě experimentů s metamorfózou axolotla amerického zkoumal v roce 1920 také morfologii chromozomů; oboje v Berlíně. Jako biolog a filozof se v roce 1950 přiklonil k hypotéze polyfyletismu, teorie, že život vznikl z několika nezávislých biochemických reakcí. Jako filozof v 50. letech „vyvinul principy racionální filosofie“.

### Další fotografie
Vishniac je pozoruhodný svými fotografiemi páření hmyzu, záběry hodování mořčáků nebo animacemi dalších živých bytostí. Trpělivě trávil hodiny hledáním hmyzu nebo podobných jiných objektů na předměstí New Yorku. Před samotným fotografováním dokázal maskován travou ležet více než hodinu v trávě a čekat na příležitost. Nenápadně se pak přiblížil ke svému objektu a zarámoval scénu zrcadlovkou vybavenou mezikroužky. Za tímto účelem trénoval zadržení dechu až na dvě minuty, aby během nich mohl nerušeně fotografovat.
Vishniacovy subjekty zájmu se po celý jeho život měnily. Někdy se zaměřil na dokumentaci berlínského každodenního života, později pořídil známé portréty Alberta Einsteina a Marca Chagalla. Byl též průkopníkem v oboru časosběrné fotografie, jimž se věnoval hlavně mezi roky 1915 a 1918.

## Publikace
| Rok  | Titul                                                                                                 | Pozn. | Zdroj         |
| ---- | --- | --- | ------------- |
| 1947 | Polish Jews: A Pictorial Record (Polští Židé)                                                         | Kniha Polští Židé obsahuje 31 snímků ze života těchto lidí „kladoucích důraz na duchovní stránku života lidí“. Kniha původně „neměla obsahovat žádné Vishniacovy fotografie, aby se nezdůraznil ekonomický boj, v němž byli Židé nuceni žít“; Text: Abraham Joshua Heschel. | [ 19 ]        |
| 1947 | Die Farshvundene Velt: Idishe shtet, Idishe mentshn. The Vanished World: Jewish Cities, Jewish People | Editor: Raphael Abramovitch; texty v angličtině a hebrejštině; obsahuje snímky R. Vishniaca, A. Kacyzny, M. Kipnise a dalších. Jedno z prvních vydání nejkompletnějších obrazových dějin židovského života z počátku nacistické éry.                                        | [ 27 ] [ 28 ] |
| 1955 | Spider, Egg a Microcosm: Three Men and Three Worlds of Science                                        | Publikoval: Eugene Kinkead; Tři muži jsou Alexander Petrunkevitch, Alexis Lawrence Romanoff a Vishniac | [ 1 ]         |
| 1956 | This Living Earth (Nature Program)                                                                    | Publikoval: N. Doubleday | [ 29 ]        |
| 1957 | Mushrooms (Nature Program)                                                                            | Připraveno ve spolupráci se společností National Audubon Society; Publikoval: N. Doubleday | [ 30 ]        |
| 1959 | Living Earth                                                                                          | Kresby: Louise Katz; Téma: organismy žijící v půdě | [ 31 ]        |
| 1969 | A Day of Pleasure: Stories of a Boy Growing Up in Warsaw                                              | Napsal: Isaac Bashevis Singer | [ 32 ]        |
| 1971 | Building Blocks of Life: Proteins, Vitamins, and Hormones Seen Through the Microscope                 | Publikoval: Charles Scribner's Sons | [ 1 ]         |
| 1972 | The Concerned Photographer 2                                                                          | Grossman Publishers; editor: Cornell Capa, text: Michael Edelson; spolupráce: ICP | [ 1 ]         |
| 1974 | Roman Vishniac                                                                                        | ICP Library of Photographers | [ 1 ]         |
| 1983 | A Vanished World                                                                                      | Předmluva: Elie Wiesel; tato verze je zásadně odlišná od originálu z roku 1947, kompletně přepracovaná a s mnohem méně fotografiemi. | [ 33 ]        |
| 1985 | Roman Vishniac                                                                                        | Autor: Darilyn Rowan, publikoval: Arizona State University School of Art. | [ 34 ]        |
| 1993 | To Give them Light: The Legacy of Roman Vishniac                                                      | Text: Mara Vishniac Kohn, editor: Marion Wiesel | [ 3 ]         |
| 1993 | Roman Vishniac: The Platinum Prints                                                                   | International Center of Photography | [ 35 ]        |
| 1999 | Children of a Vanished World                                                                          | Editor: Mara Vishniac Kohn a Hartman Flacks | [ 10 ]        |
| 2005 | Roman Vishniac's Berlin                                                                               | Editor: James Howard Fraser, Mara Vishniac Kohn a Aubrey Pomerance pro berlínské Židovské muzeum | [ 36 ]        |

Kompletnější seznam publikací o/od Romana Vishniaca byl publikován na stranách 94 a 95 v knize Roman Vishniac, kterou publikoval ICP a archiv knihovny Library of Congress.

## Hlavní výstavy
| Rok       | Místo | Poznámky | Zdroj                |
| --------- | --- | --- | -------------------- |
| 1943      | Teachers College, Columbia University, New York | Samostatná výstava fotografií Židů z východní Evropy | [ 1 ] [ 37 ]         |
| 1962      | IBM Gallery, New York | Samostatná výstava; Through the Looking Glass | [ 1 ]                |
| 1971      | Židovské muzeum, New York | The Concerns of Roman Vishniac; první obsáhlá výstava Vishniacových děl pořádaná společností ICP | [ 1 ]                |
| 1972–1973 | Galerie umění University at Albany, The State University of New York; The Corcoran Gallery of Art, Washington D.C.; New Jersey Public Library, Fair Lawn, New Jersey; Kol Ami Museum, Los Angeles, Kalifornie; Judaica Museum, Phoenix, Arizona | The Concerns of Roman Vishniac cestující po U. S. A. organizovaná ICP. Tato výstava byla pravděpodobně pokračováním té poslední v Židovském muzeu; přesto je však zařazena jako vedlejší produkce v knize Roman Vishniac | [ 1 ]                |
| 1993      | International Center of Photography, New York | Man, Nature, and Science, 1930–1985 | [ 6 ]                |
| 2001      | Spertus Museum, Chicago, Illinois | 50 Vishniacových fotografií z cyklu Roman Vishniac Children of a Vanished World; úvodní slovo měla Mara Vishniac Kohn | [ 11 ]               |
| 2005–2007 | Židovské muzeum v Berlíně, Goethe-Institut New York | Název: Roman Vishniac's Berlin; výstava 90 snímků v Berlíně, některé nebyly nikdy prezentovány veřejně. | [ 35 ] [ 38 ] [ 39 ] |
| 2013      | International Center of Photography, New York | Výstava nepublikovaných fotografií | [ 2 ]                |